# امامزاده لیلاب
امامزاده لیلاب مربوط به دوره صفوی است و در شهرستان ورزقان، بخش خاروانا، روستای لیلاب، امامزاده لیلاب واقع شده و این اثر در تاریخ ۲۸ اسفند ۱۳۸۵ با شمارهٔ ثبت ۱۸۹۰۱ به‌عنوان یکی از آثار ملی ایران به ثبت رسیده است.